# Hylaeus ugandicus
Hylaeus ugandicus är en biart som först beskrevs av Cockerell 1939.  Hylaeus ugandicus ingår i släktet citronbin, och familjen korttungebin. Inga underarter finns listade i Catalogue of Life.